# Codice: cacciatore
Codice: cacciatore (Proteus) è un romanzo giallo dello scrittore e giornalista sudafricano Deon Meyer. Si tratta del quinto romanzo dell'autore, pubblicato in Italia nel 2003. Dal romanzo è stato tratto il film del 2024 Codice: cacciatore.

## Trama
A Città del Capo vive il protagonista del romanzo, un corpulento Xhosa, Thobela Mpayipheli, che un paio di decenni prima lottava per la libertà contro l'apartheid ed era un temuto guerriero.
Con la liberazione di Nelson Mandela viene decretata la fine dell'apartheid e il protagonista decide di smetterla con la violenza ed inizia una nuova vita andando a vivere insieme a Miriam Nzululwazi e suo figlio Pakamile, pieno di ammirazione per lui, e trova occupazione presso il BMW Motorrad di Città del Capo.
Tutto però sembra tornare ai vecchi tempi quando Thobela viene a conoscenza del rapimento di un suo vecchio amico, Johnny Kleintjes. Decide di aiutarlo essendo l'unico in grado di farlo dato che era un possesso di ciò che richiedevano i rapitori: un hard disk contenente informazioni fondamentali per la sicurezza nazionale.

## Personaggi

### Personaggi principali
- Allison Healy, cronista di nera del Cape Times.
- Janina Mentz, è stata in politica ora lavora per l'intelligence.
- Johnny Kleintjes, leader dei servizi di intelligence per la lotta contro l'Apartheid, specializzato in spionaggio (nome in codice Umthakathi) è un mago dei computer; vuole centralizzare i sistemi informatici dell'ANC; conosce Thobela.
- Miriam Nzululwazi, madre di Pakamile, donna di Thobela.
- Pakamile, bambino di 6 anni, figlio di Miriam adora passare il tempo con Thobela.
- Thobela Mpayipheli (Tiny / Umzingeli), nero imponente, protagonista del romanzo..
- Tiger Mazibuko, capitano dei paracadutisti ai comandi della Reaction Unit (RU).
- Zatopec Van Heerden, poliziotto e investigatore privato ricoverato in ospedale in stanza con Thobela (ai tempi in cui lavorava per Orlando Arendse); i due sono grandi amici.

### Personaggi secondari
- Alfred, uno degli uomini che lavora agli ordini di Janina, incontra Thobela all'aeroporto insieme a Willem, il suo nome in codice è numero due.
- Ben Van Rooyen, generale dell'aviazione.
- Bobby Skinstad, fotografo.
- Bodenstein, proprietario del Mother City Motorrad, concessionario di motociclette BMW dove lavora Thobela.
- Catherine Zongu, madre di Thobela.
- Cindy, amante del marito di Janina.
- Cupido, soldato della RU il più basso e chiacchierone, diplomato in elettronica.
- Da Costa, militare agli ordini di Tiger Mazibuko nella RU discendente da profughi angolani.
- Dalindyebo, donna agente a Bhisho, a lei viene dato il compito di interrogare Lawrence.
- Derek Lategan, consigliere legale ambasciata di Washington.
- Dorffling, americano ex Marine ora nella CIA ha commesso diversi omicidi.
- Erasmus, poliziotto di Langsburg (chiamato Rassie).
- Evgeniy Fedorovich Dragunov, russo esperto di armi incontrato da Thobela in Germania dell'Est alla scuola di addestramento della Stasi.
- Gerber, poliziotto che ferma il furgone di Koos Kok ma non lo controlla (all'interno c'era Thobela).
- Immanuel, lustrascarpe con cui Thobela gioca a scacchi durante le pause di lavoro.
- Ismail Mohammed, estremista membro del Pagad, del Quiba e/o del Mail; viene interrogato dalla CIA (da Williams).
- Jannie Kritzinger, giornalista sportiva.
- John Modise, conduttore di un talk show per la SAFM.
- Julie, figlia di Orlando.
- Klemperer, agente doppiogiochista della Germania Ovest, primo uomo ucciso da Thobela su ordine del KGB.
- Koos Kok, entra nella catapecchia dove si era rifugiato Thobela durante il viaggio per raggiungere Kleintjes.
- Koos Weyers, membero della RU.
- Lawrence Mpayipheli, padre di Thobela, reverendo.
- Len Fortenso, agente incaricato di prendere i documenti da Kleintjes, viene però ucciso insieme a Peter.
- Lien, figlia primogenita di Janina.
- Little Joe Moroka, paracadutista fa parte della RU parla 7 delle 11 lingue del paese.
- Lizette, figlia minore di Janina.
- Lukas Morape, generale di brigata a Pretoria addestrato con Thobela in Russia.
- Luke Mahlape, colonnello commilitone di Thobela durante la Lotta.
- Luke Powell, ufficialmente consigliere economico dell'ambasciata americana a Città del Capo in realtà agente speciale della CIA per l'Africa meridionale.
- Maqoma, antenato di Thobela.
- Marion Dorffling, veterano agente della CIA che fa fuori 30/40 persone.
- Masethla, agente della NIA.
- Matthew Mtimkulu, vice direttore del Sowetan.
- Molly, giornalista della SABC di Johannesburg, inviato a Città del Capo.
- Monica Kleintjes, figlia di Johnny nata nel '74, nell'80 perde le gambe in un incidente stradale.
- Mtetwa, ragazzo picchiato da Thobela quando erano piccoli.
- Nic, poliziotto che fornisce informazioni ad Allison, è innamorato di lei.
- Nquika, antenato di Thobela.
- Nquoma, antenato di Thobela.
- Nxele, antenato di Thobela.
- Orlando Arendse, proprietario dell'immobile dove Thobela risulta residente, è stato in carcere per ricettazione e spaccio; Thobela era la sua guardia del corpo e si occupava degli insolventi.
- Penrose, tenente vice comandante della RU.
- Peter Blum, agente incaricato di prendere i documenti da Kleintjes, viene però ucciso insieme a Len.
- Phalo, antenato di Thobela.
- Pillay, dottore che chiama Zatopec dopo aver trovato Thobela caduto dalla moto a nord del Botswana.
- Quinn, meticcio di Cape Flats, uno degli uomini che lavora agli ordini di Janina.
- Rharhabe, antenato di Thobela.
- Rajkumar Rahjev, uno degli uomini che lavora al computer agli ordini di Janina.
- Renè Grobbelar, giornalista radio di Diamond City.
- Richter, poliziotto della narcotici.
- Senzeni, zio di Thobela, fratello di Lawrence.
- Steenkamp, giudice della coalizione dei democratici.
- Suthu, domestica di Janina cura le figlie quando lei non c'è.
- Vincent Radebe, uno degli uomini che lavora agli ordini di Janina.
- Weyers, soldato della RU è un Afrikaner.
- Willem, uno degli uomini che lavora agli ordini di Janina, incontro Thobela all'aeroporto insieme ad Alfred, il suo nome in codice è numero uno.
- Williams, rappresentante dei servizi segreti, va a colloquio con Ismail.
- Wilson, agente della polizia stradale.
- Zongu, soldato della RU.
- Zwelitini, soldato della RU molto alto.